# Psycho
Psycho (tựa tiếng Việt: Kẻ tâm thần) là bộ phim kinh dị tâm lý sản xuất năm 1960 của đạo diễn nổi tiếng Alfred Hitchcock. Phim dựa trên kịch bản của Joseph Stefano được chuyển thể từ tiểu thuyết cùng tên của Robert Bloch.
Phim có sự tham gia của Anthony Perkins, Janet Leigh, Vera Miles, John Gavin và Martin Balsam. Cốt truyện tập trung vào cuộc gặp gỡ giữa cô gái ăn cắp tiền Marion Crane (Leigh) và chủ nhà nghỉ ngượng ngùng Norman Bates (Perkins) và hậu quả của cuộc gặp, trong đó một thám tử tư (Balsam), người tình của Marion, Sam Loomis (Gavin), và cô chị gái Lila (Miles) điều tra nguyên nhân mất tích của cô ấy.
Psycho được coi là sự khởi đầu từ bộ phim trước đó của Hitchcock là North by Northwest, vì nó được quay với kinh phí thấp hơn ở chế độ đen trắng bởi đoàn làm phim truyền hình Alfred Hitchcock Presents của ông. Ban đầu bộ phim bị coi là gây tranh cãi và nhận được nhiều đánh giá trái chiều, nhưng sự quan tâm của khán giả và doanh thu phòng vé vượt trội đã khiến giới phê bình phải đánh giá lại. Psycho đã được đề cử cho bốn giải Oscar, bao gồm Nữ diễn viên phụ xuất sắc nhất cho Janet Leigh và Đạo diễn xuất sắc nhất cho Hitchcock.
Psycho hiện được coi là một trong những bộ phim hay nhất của Hitchcock, và được cho là tác phẩm nổi tiếng nhất của ông. Bộ  phim đã được ca ngợi là một tác phẩm nghệ thuật điện ảnh lớn bởi các nhà phê bình và học giả điện ảnh quốc tế do đạo diễn trơn tru, bầu không khí căng thẳng trong phim, cảnh quay ấn tượng, đạt được một điểm số đáng nhớ và những màn diễn xuất mang tính biểu tượng. Thường được xếp hạng trong số những bộ phim hay nhất mọi thời đại, Psycho đặt ra một mức độ chấp nhận mới đối với bạo lực, hành vi lệch lạc và tình dục trong phim Mỹ, và được nhiều người coi là ví dụ sớm nhất của thể loại phim sát nhân.
Sau cái chết của Hitchcock vào năm 1980, Universal Pictures đã sản xuất các phần tiếp theo: ba phần tiếp theo, một bản làm lại, một phần ngoại truyện dành cho truyền hình và một loạt phim truyền hình tiền truyện lấy bối cảnh những năm 2010. Năm 1992, Thư viện Quốc hội Hoa Kỳ coi bộ phim là "có ý nghĩa về mặt văn hóa, lịch sử hoặc thẩm mỹ" và chọn nó để lưu giữ trong Viện lưu trữ phim quốc gia.

## Nội dung
Trong một buổi hẹn hò chiều thứ Sáu tại khách sạn Phoenix, thư ký bất động sản Marion Crane và bạn trai Sam Loomis của cô bàn về việc họ không thể kết hôn vì những khoản nợ của Sam. Marion trở lại làm việc, quyết định ăn cắp một khoản thanh toán bằng tiền mặt trị giá 40.000 đô la được ủy thác cho cô để gửi tại ngân hàng; và lái xe đến nhà của Sam ở Fairvale, California. Trên đường đi, Marion vội vã bán chiếc xe của mình lấy một cái khác, làm dấy lên sự nghi ngờ của cả nhân viên bán hàng của đại lý xe hơi lẫn một viên Cảnh sát tuần tra Xa lộ California.
Marion dừng lại qua đêm tại Nhà nghỉ Bates, nằm gần xa lộ chính. Chủ nhà nghỉ Norman Bates đi xuống từ một ngôi nhà lớn trên đỉnh đồi nhìn ra nhà nghỉ, đăng ký phòng cho Marion dưới một cái tên giả mà cô sử dụng, và mời cô dùng bữa với anh ta. Trở về nhà, Norman có một cuộc tranh cãi với mẹ mình về sự hiện diện của Marion và bị Marion nghe thấy. Norman trở lại với một bữa ăn nhẹ và xin lỗi về sự cáu kỉnh của mẹ mình. Norman nói về sở thích của anh ấy như một người thích nhồi bông những chú chim, "căn bệnh" của mẹ anh ấy và cách mọi người có một "cái bẫy riêng" mà họ muốn thoát ra. Hối hận về tội ác của mình, Marion quyết định lái xe trở lại Phoenix vào buổi sáng và trả lại số tiền bị đánh cắp được giấu trong một tờ báo. Khi Marion tắm, một bóng đen xuất hiện, đâm cô chết và bỏ đi. Ngay sau đó, giọng nói đau khổ của Norman vang lên từ ngôi nhà hét lên "Mẹ ơi! Chúa ơi, Mẹ! Máu! Máu!" Norman dọn dẹp hiện trường vụ giết người, đặt thi thể Marion, đồ đạc của cô và tiền mặt giấu vào xe của cô, rồi cho chìm xuống một đầm lầy gần nhà nghỉ.
Lila, chị gái của Marion đến Fairvale một tuần sau đó, nói với Sam về vụ trộm và yêu cầu được biết nơi ở của cô ấy. Anh ta phủ nhận rằng không biết bất cứ điều gì về sự biến mất của cô. Một thám tử tư tên là Arbogast tiếp cận họ, nói rằng anh ta đã được thuê để lấy lại khoản tiền 40.000$. Arbogast biết rằng Marion đã qua đêm tại Nhà nghỉ Bates. Anh ta chất vấn Norman, sự lo lắng và không nhất quán của Norman đã dấy lên sự nghi ngờ của Arbogast. Khi Norman ám chỉ Marion đã nói chuyện với mẹ anh ta, Arbogast yêu cầu nói chuyện với cô ấy, nhưng Norman từ chối. Arbogast cập nhật cho Sam và Lila về những phát hiện của anh ấy, đồng thời hứa sẽ gọi lại sau một giờ. Khi anh ta bước vào nhà Bates để tìm mẹ của Norman, một người trông giống như một người phụ nữ lớn tuổi, xuất hiện từ phòng ngủ và đâm anh ta đến chết.
Khi Lila và Sam không nghe tin từ Arbogast nên Sam đã đến nhà nghỉ Bates. Anh ta nhìn thấy một bóng người trong ngôi nhà mà anh ta giả định là mẹ của Norman; bà ta phớt lờ anh. Lila và Sam báo cho cảnh sát trưởng địa phương, người nói với họ rằng mẹ của Norman đã chết trong một vụ giết người và tự sát mười năm trước đó. Cảnh sát trưởng kết luận rằng Arbogast đã nói dối Sam và Lila để anh ta có thể theo đuổi Marion và tiền. Tin chắc rằng có điều gì đó đã xảy ra với Arbogast, Lila và Sam lái xe đến nhà nghỉ Bates dưới danh nghĩa một đôi vợ chồng. Sam đánh lạc hướng Norman trong văn phòng, trong khi Lila lẻn vào nhà. Thấy nghi ngờ, Norman trở nên kích động và đánh Sam bất tỉnh. Khi đến nhà, Lila trốn trong hầm hoa quả, nơi cô phát hiện ra xác ướp của người mẹ Norman. Cô hét lên, và thấy Norman, khi anh ta đang mặc quần áo của mẹ anh ta và đội tóc giả, đi vào hầm và cố gắng đâm cô. Đúng lúc đó, Sam xuất hiện và khống chế anh ta.
Tại đồn cảnh sát, bác sĩ tâm lý giải thích rằng một Norman ghen tuông đã sát hại mẹ anh ta và người tình của bà mười năm trước đó. Anh ướp xác mẹ mình và bắt đầu coi nó như thể bà vẫn còn sống. Anh tái hiện mẹ mình trong tâm trí mình như một nhân cách thay thế, ghen tuông và chiếm hữu như bà trong cuộc sống. Khi Norman bị thu hút bởi một người phụ nữ, "Mẹ anh ta" tiếp quản: Anh ta đã giết hai phụ nữ trẻ khác trước Marion và Arbogast bị giết để che giấu tội ác của "mẹ anh ta". Bác sĩ tâm lý kết luận "Mẹ" giờ đã hoàn toàn chiếm lấy nhân cách của Norman. Norman ngồi trong phòng giam, và nghe mẹ anh ta nói rằng những vụ giết người đều do anh ta làm. Xe của Marion được lấy ra từ đầm lầy.

## Diễn viên
- Anthony Perkins vai Norman Bates

- Vera Miles vai Lila Crane
- Janet Leigh vai Marion Crane
- John Gavin vai Sam Loomis

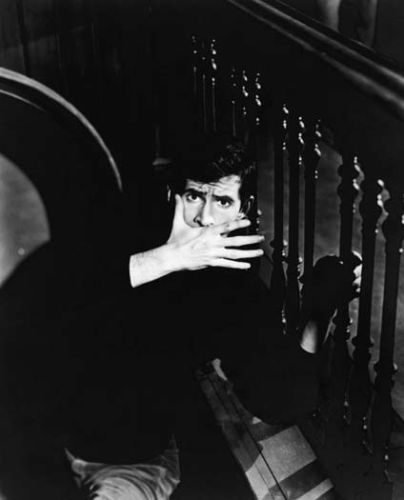
Diễn xuất của Anthony Perkins trong vai Norman Bates đã giúp anh được nhiều lời khen ngợi từ giới phê bình.

- Martin Balsam vai Thám tử tư Arbogast
- John McIntire vai Phó cảnh sát trưởng Al Chambers
- Simon Oakland vai Dr. Richmond
- Frank Albertson vai Tom Cassidy
- Pat Hitchcock vai Caroline
- Vaughn Taylor vai George Lowery
- Lurene Tuttle vai Bà Chambers
- John Anderson vai California Charlie
- Mort Mills vai Cảnh sát tuần tra đường cao tốc
- Virginia Gregg, Paul Jasmin và Jeanette Nolan nói giọng của Norma "Mẹ" Bates (không được công nhận là một vai trong phim). Ba giọng nói được sử dụng thay thế cho nhau, ngoại trừ bài phát biểu cuối cùng do Gregg thể hiện.[7]

## Đánh giá
- Phim đứng thứ 33 trong Top 250 của Internet Movie Database
- Nhân vật Norman Bates đứng thứ 2 trong Danh sách 100 anh hùng và kẻ phản diện của Viện phim Mỹ